# Metring David
Metring David (* 20. Juni 1920 oder 1926; † 7. Oktober 2010) war eine philippinische Schauspielerin.

## Biografie
Metring David gab ihr Debüt als Filmschauspielerin 1953 in den von Lebran Pictures produzierten Dramen Malapit sa Diyos und trat kurz darauf in Walang Hanggang. Noch im gleichen Jahr spielte sie die Rolle der Eleanor Medina in der Filmkomödie Babaing Kalbo und schuf damit ihren Ruf als Komikerin. 1954 spielte sie neben Nida Blanca in dem Film Galawgaw sowie 1955 in Sapagka't Mahal Kita.
In den folgenden Jahren wurde sie besonders in den 1960er Jahren bekannt als Comedian und spielt zahlreichen Filmen, die von LVN Pictures und Fremel Pictures produziert wurden.
Zu ihren weiteren Filmen gehören
- 1962: Pitong atsay, Pinakamalaking takas (ng 7 atsay), Puro labis puro kulang,
- 1968: Bang-shang-a-lang, Si Romeo at si Julieta,
- 1969: Facifica Falayfay, Halina Neneng ko, Oh, Delilah, The Jukebox King,
- 1970: El pinoy matador, Edong,
- 1971: Bukid ay basa, Make Laugh, Not War, Signos Trece,
- 1972: Edgar Loves Vilma, Love Pinoy Style,
- 1973: Because You Are Mine, Kampanerang kuba,
- 1977: Asiong Aksaya, Omeng Satanasia,
- 1978: Facundo Alitaftaf,
- 1979: Mahal... saan ka nanggaling kagabi?, Kuwatog, Roberta, Isa para sa lahat, lahat para sa isa, Buhay artista ngayon, Mahal... ginagabi ka na naman,
- 1981: Bakit bughaw ang langit?,
- 1982: My Juan en Only, Cross My Heart,
- 1983: Aking prince charming,
- 1985: Bagets 2, Super wan-tu-tri,
- 1986: Yesterday, Today & Tomorrow, Inday-Inday sa balitaw, Paalam... Bukas ang kasal ko,
- 1987: Shoot That Ball, Bata-batuta, Family Tree, Forward March, Jack en Poy: Hale-Hale Hoy!, Rosa mistica (1987),
- 1988: Petrang Kabayo at ang Pilyang Kuting, Maria Went to Town!, Puso sa puso,
- 1989: Jessa: Blusang itim Part II, Everlasting Love, Balbakwa: The Invisible Man, Gorio en Tekla, Ang bukas ay akin, Rosenda,
- 1990: Kapag langit ang humatol, Beautiful Girl, Papa's Girl, Tootsie Wootsie: Ang bandang walang atrasan,
- 1991: Small and Terrible,
- 1992: Miss na miss kita (Utol kong hoodlum II),
- 1994: Abrakadabra, Chickboys,
- 2000: Kailangan ko'y ikaw,
- 2002: Burles King (Daw O...)!.

Daneben hatte sie zahlreiche Auftritte in Fernsehsendungen und -filme der Fernsehsender ABS-CBN Broadcasting Corporation, ABC und GMA Network wie Gulong ng palad (1977), Buhay Artista, Tarangtang-tangtang, Dance-O-Rama, Gorio En His Jeepney, Dancetime With Chito, Eskwelahang Munti und Principe Abante. Ihren letzten Fernsehauftritt hatte sie in Wish Ko Lang.